# Aguinaldo Fonseca
Pour les articles homonymes, voir Fonseca.
Aguinaldo Brito Fonseca, né le 12 septembre 1922 à Mindelo sur l'île de São Vicente et mort le 24 janvier 2014 à Lisbonne, est un poète cap-verdien. Il collabora à plusieurs périodiques dont Claridade à partir de 1945.